# Acaliptrats

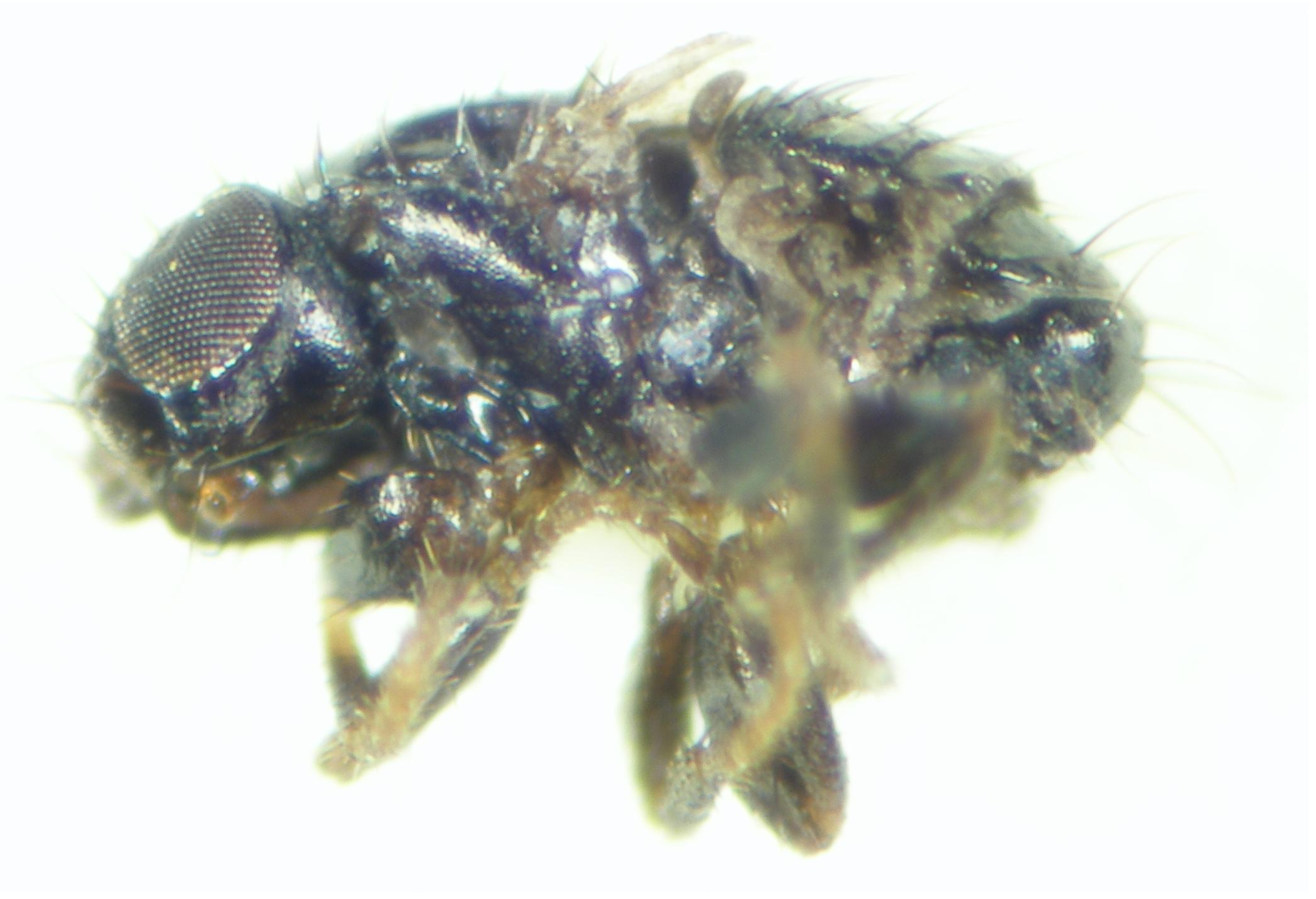
Carnidae (Carnoidea)

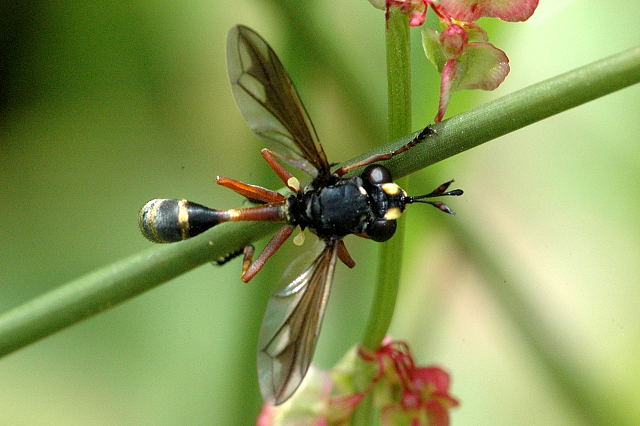
Conopidae (Conopoidea)

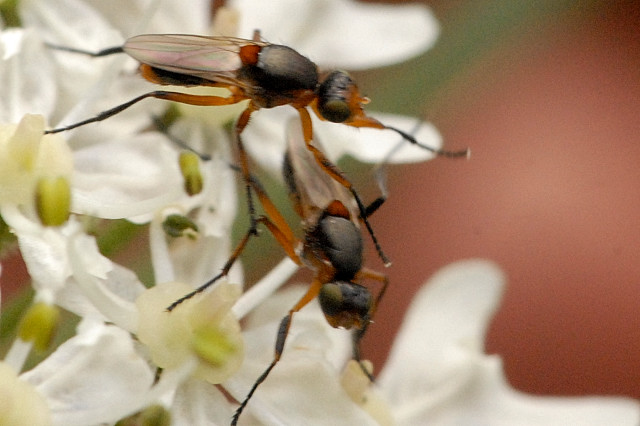
Psilidae (Diopsoidea)

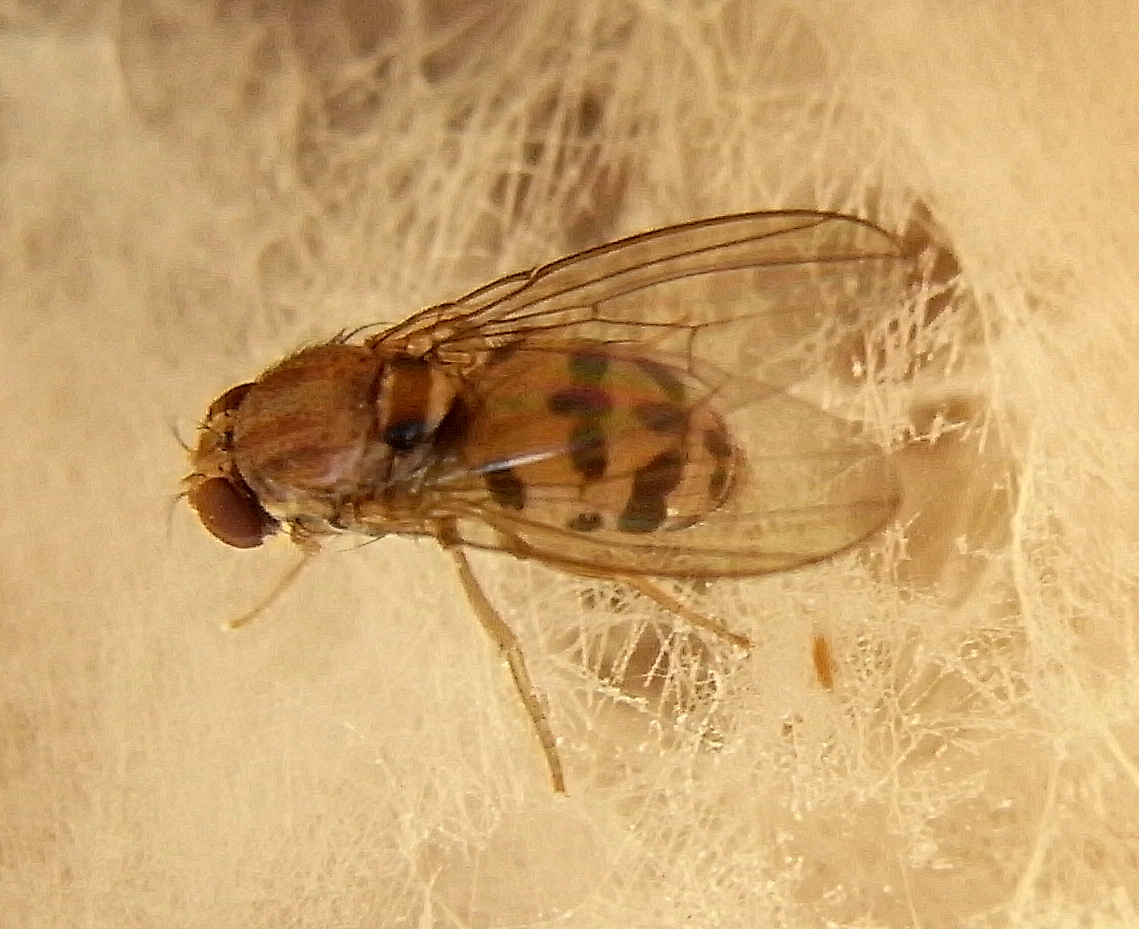
Drosophilidae (Ephydroidea)

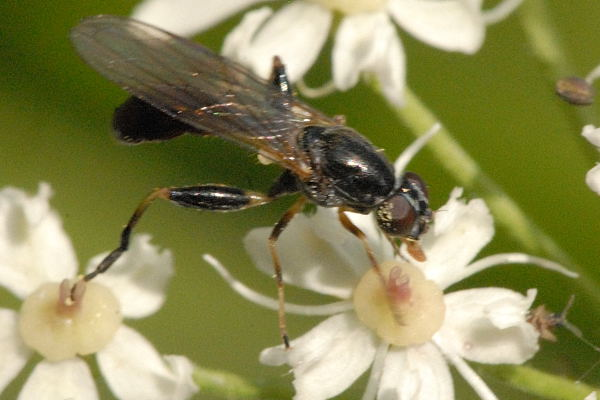
Megamerinidae (Nerioidea)

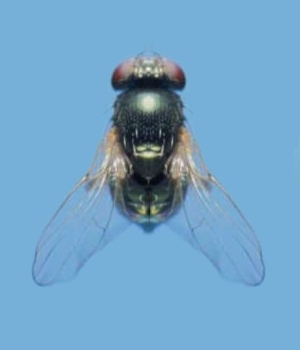
Agromyzidae (Opomyzoidea)

Els acaliptrats (Acalyptratae) són una àmplia agrupació de dípters braquícers de l'infraordre Schizophora, caracteritzats per l'absència de caliptra a les ales i, per tant, els halteris estan exposats. És un grup molt heterogeni que, donat que queda definit per l'absència d'un caràcter, per comptes de la presència d'una característica derivada, es considera una agrupació parafilètica.
Pel nombre d'espècies hi destaquen les famílies Agromyzidae, Chloropidae, Drosophilidae i Tephritidae.

## Taxonomia
Pape et al. els atorguen categoria de parvordre, per bé que el consideren parafilètic:
- Parvorder ACALYPTRATAE Macquart, 1835 (parafilètic)
  - Superfamília Carnoidea Newman, 1834 (pot ser parafilètic)
    - Família Australimyzidae Griffiths, 1972 (1 gènere, 9 espècies)
    - Família Canacidae Jones, 1906 (28 gèneres, 323 espècies)
    - Família Carnidae Newman, 1834 (6 gèneres, 92 espècies)
    - Família Chloropidae Róndani, 1856 (194 gèneres, 2.885 espècies)
    - Família Inbiomyiidae Buck, 2006 (1 gènere, 11 espècies)
    - Família Milichiidae Schiner, 1862 (20 gèneres, 288 espècies)
    - Família Nannodastiidae Papp, 1980 (2 gèneres, 5 espècies)

  - Superfamília Ephydroidea Zetterstedt, 1837
    - Família Ephydridae Zetterstedt, 1837 (128 gèneres, 1.994 espècies)
    - Família Drosophilidae Róndani, 1856 (76 gèneres, 4.017 espècies)
    - Família Braulidae Egger, 1853 (2 gèneres, 7 espècies)
    - Família Cryptochetidae Brues & Melander, 1932 (3 gèneres, 34 espècies)
    - Família Camillidae Frey, 1921 (5 gèneres, 42 espècies)
    - Família Curtonotidae Enderlein, 1914 (3 gèneres, 65 espècies)
    - Família Diastatidae Hendel, 1917 (4 gèneres, 50 espècies)

  - Superfamília Lauxanioidea Macquart, 1835
    - Família Celyphidae Bigot, 1852 (8 gèneres, 115 espècies)
    - Família Chamaemyiidae Hendel, 1910 (24 gèneres, 351 espècies)
    - Família Lauxaniidae Macquart, 1835 (168 gèneres, 1.900 espècies)

  - Superfamília Nerioidea Westwood, 1840
    - Família Cypselosomatidae Hendel, 1931 (13 gèneres, 35 espècies)
    - Família Micropezidae Blanchard, 1840 (52 gèneres, 583 espècies)
    - Família Neriidae Westwood, 1840 (19 gèneres, 112 espècies)

  - Superfamília Opomyzoidea Fallén, 1820 (pot ser parafilètic)
    - Família Acartophthalmidae Czerny, 1928 (2 gèneres, 6 espècies)
    - Família Agromyzidae Fallén, 1823 (41 gèneres, 3.017 espècies)
    - Família Anthomyzidae Czerny, 1903 (22 gèneres, 95 espècies)
    - Família Asteiidae Róndani, 1856 (10 gèneres, 138 espècies)
    - Família Aulacigastridae Duda, 1924 (5 gèneres, 19 espècies)
    - Família Clusiidae Handlirsch, 1884 (17 gèneres, 363 espècies)
    - Família Fergusoninidae Tonnoir, 1937 (1 gènere, 29 espècies)
    - Família Marginidae McAlpine, 1991 (1 gènere, 3 espècies)
    - Família Megamerinidae Hendel, 1913 (4 gèneres, 16 espècies)
    - Família Neminidae McAlpine, 1983 (3 gèneres, 14 espècies)
    - Família Neurochaetidae McAlpine, 1978 (3 gèneres, 22 espècies)
    - Família Odiniidae Hendel, 1920 (14 gèneres, 65 espècies)
    - Família Opomyzidae Fallén, 1820 (4 gèneres, 61 espècies)
    - Família Pallopteridae Loew, 1862 (12 gèneres, 71 espècies)
    - Família Periscelididae Oldenberg, 1914 (11 gèneres, 91 espècies)
    - Família Teratomyzidae Hennig, 1969 (7 gèneres, 8 espècies)
    - Família Xenasteiidae Hardy, 1980 (1 gènere, 13 espècies)

  - Superfamília Sciomyzoidea Fallén, 1820
    - Família Coelopidae Hendel, 1910 (14 gèneres, 35 espècies)
    - Família Dryomyzidae Schiner, 1862 (6 gèneres, 30 espècies)
    - Família Helcomyzidae Hendel, 1924 (4 gèneres, 12 espècies)
    - Família Huttoninidae Steyskal, 1965 (1 gèneres, 8 espècies)
    - Família Helosciomyzidae Steyskal, 1965 (10 gèneres, 23 espècies)
    - Família Heterocheilidae McAlpine, 1991 (1 gènere, 2 espècies)
    - Família Natalimyzidae Barraclough & McAlpine, 2006 (1 gènere, 1 espècies)
    - Família Phaeomyiidae Verbeke, 1950 (2 gèneres, 4 espècies)
    - Família Ropalomeridae Schiner, 1868 (8 gèneres, 33 espècies)
    - Família Sciomyzidae Fallén, 1820 (66 gèneres, 618 espècies)
    - Família Sepsidae Walker, 1833 (38 gèneres, 345 espècies)

  - Superfamília Sphaeroceroidea Macquart, 1835 (pot ser parafilètic)
    - Família Chyromyidae Schiner, 1863 (4 gèneres, 139 espècies)
    - Família Heleomyzidae Westwood, 1840 (76 gèneres, 738 espècies)
    - Família Heteromyzidae Fallén, 1820 (1 gèneres, 7 espècies)
    - Família Mormotomyiidae Austen, 1936 (1 gènere, 1 espècies)
    - Família Sphaeroceridae Macquart, 1835 (137 gèneres, 1.571 espècies)

  - Superfamília Tanypezoidea Róndani, 1856
    - Família Diopsidae Bilberg, 1820 (14 gèneres, 194 espècies)
    - Família Gobryidae McAlpine, 1997 (1 gènere, 5 espècies)
    - Família Nothybidae Frey, 1927 (1 gènere, 8 espècies)
    - Família Psilidae Macquart, 1835 (13 gèneres, 322 espècies)
    - Família Somatiidae Hendel, 1935 (1 gènere, 7 espècies)
    - Família Syringogastridae Prado, 1969 (1 gènere, 10 espècies)
    - Família Tanypezidae Róndani, 1856 (5 gèneres, 68 espècies)

  - Superfamília Tephritoidea Newman, 1834
    - Família †Proneottiphilidae Hennig, 1969 (1 gènere, 1 espècies)
    - Família Richardiidae Loew, 1868 (34 gèneres, 178 espècies)
    - Família Lonchaeidae Róndani, 1856 (10 gèneres, 504 espècies)
    - Família Piophilidae Macquart, 1835 (14 gèneres, 83 espècies)
    - Família Ulidiidae Macquart, 1835 (110 gèneres, 678 espècies)
    - Família Platystomatidae Schiner, 1862 (128 gèneres, 1.164 espècies)
    - Família Ctenostylidae Bigot, 1882 (6 gèneres, 10 espècies)
    - Família Tachiniscidae Kertész, 1903 (3 gèneres, 3 espècies)
    - Família Pyrgotidae Loew, 1868 (58 gèneres, 351 espècies)
    - Família Tephritidae Newman, 1834 (492 gèneres, 4.716 espècies)